# Chung kết UEFA Champions League 2012

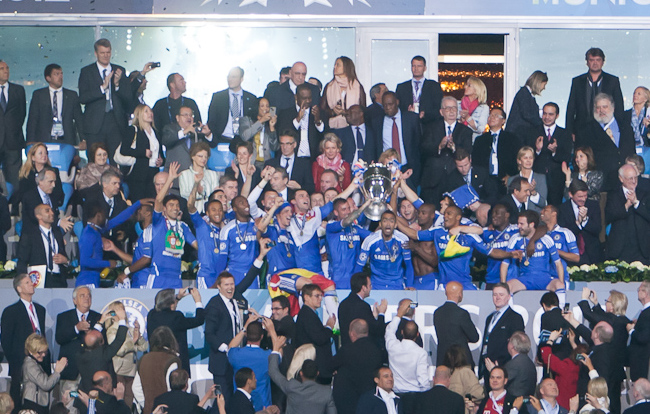
Sau trận đấu, Chelsea mừng chiến thắng trên khán đài

Chung kết UEFA Champions League 2012 là trận chung kết quyết định nhà vô địch của giải UEFA Champions League 2011-12, giữa đại diện của Anh, là câu lạc bộ Chelsea với Bayern Munich từ Đức. Trận đấu diễn ra vào ngày 19 tháng 5 năm 2012 (bắt đầu lúc 20:45 giờ địa phương, 19:45 GMT) tại Allianz Arena ở München, Đức. Trận đấu sẽ quyết định nhà vô địch của mùa giải UEFA Champions League 2011-12. Đội chiến thắng sẽ nhận được European Champion Clubs' Cup (Cup châu Âu). Đây là trận đấu chung kết thứ 57 của giải Cúp C1, và là trận thứ 20 kể từ khi nó được đổi tên thành UEFA Champions League.
Đây là trận chung kết UEFA Champions League đầu tiên được tổ chức tại Allianz Arena (còn được gọi là "Fußball Arena München" cho trận chung kết) sau khi mở cửa vào năm 2005. Bayern, với tư cách là một trong hai chủ sở hữu chính của Arena, đây là lần đầu tiên kể từ năm 1984 khi một câu lạc bộ có lợi thế sân nhà khi bước vào trận chung kết.
Bayern bước vào trận đấu với tư cách là đội bóng 4 lần dành chức vô địch và lần cuối cùng là từ cách đây 11 mùa giải, lần gần đây nhất mà Bayern bước vào trận chung kết là vào năm 2010, nhưng họ đã bị Inter Milan đánh bại. Trong khi đó, lần duy nhất Chelsea bước vào đến trận chung kết lại kết thúc bằng việc thất bại trên chấm phạt đền năm 2008. Đương kim vô địch F.C. Barcelona đã bị loại bởi Chelsea với tổng tỉ số 3-2 trong trận bán kết. Cả hai đội đều không giành được chức vô địch tại giải quốc nội trong mùa giải 2011-12 (Bundesliga và Premier League), mặc dù Chelsea đã giành được FA Cup năm 2012. Đội chiến thắng trong trận chung kết sẽ chơi với nhà vô địch Europa League 2011-12 là Atlético Madrid trong UEFA Super Cup 2012, và sẽ góp mặt tại vòng bán kết FIFA Club World Cup 2012 với tư cách là đại diện UEFA.

## Sân vận động
Allianz Arena đã được công bố bởi UEFA là địa điểm tổ chức chung kết của UEFA Champions League 2012 từ ngày 30 tháng 1 năm 2010, mặc dù sân vận động sẽ được gọi là "Fußball Arena München" cho trận đấu, nhưng điều này không được UEFA chấp thuận. Sân vận động được mở cửa vào năm 2005, là sân vận động nhà của cả Bayern Munich và 1860 Munich, và đã được sử dụng cho sáu trận đấu tại World Cup 2006 bao gồm trận mở màn.
Đây là lần đầu tiên mà sân vận đông tổ chức một trận chung kết châu Âu. Sân vận động Olympic ở Munich, sân nhà trước đây của Bayern Munich và 1860 Munich, đã từng tổ chức ba trận chung kết Cup châu Âu vào năm 1979, 1993 và 1997.
Trong trận đấu, sân vận động sẽ được chiếu sáng màu xanh lá cây và màu ngọc lam để đại diện cho biểu tượng chính thức của UEFA của trận chung kết tại München, vì lớp vỏ bên ngoài của Allianz Arena có thể thay đổi màu sắc. Vì lý do này, các vật chiếu sáng phải được thay đổi, bởi vì Allianz Arena mới chỉ có thể phát sáng ra màu đỏ, trắng và xanh lam cho đến nay.

## Đường tới München
| Đội             | ST | T | H | B | Th | Th | HS  | Điểm |
| --------------- | -- | - | - | - | -- | -- | --- | ---- |
| Bayern München  | 6  | 4 | 1 | 1 | 11 | 6  | +5  | 13   |
| Napoli          | 6  | 3 | 2 | 1 | 10 | 6  | +4  | 11   |
| Manchester City | 6  | 3 | 1 | 2 | 9  | 6  | +3  | 10   |
| Villarreal      | 6  | 0 | 0 | 6 | 2  | 14 | −12 | 0    |

| Đội              | ST | T | H | B | Th | Th | HS  | Điểm |
| ---------------- | -- | - | - | - | -- | -- | --- | ---- |
| Chelsea          | 6  | 3 | 2 | 1 | 13 | 4  | +9  | 11   |
| Bayer Leverkusen | 6  | 3 | 1 | 2 | 8  | 8  | 0   | 10   |
| Valencia         | 6  | 2 | 2 | 2 | 12 | 7  | +5  | 8    |
| Genk             | 6  | 0 | 3 | 3 | 2  | 16 | −14 | 3    |

## Trận đấu
| Bayern München                               | 1–1 (s.h.p.) | Chelsea                                     |
| -------------------------------------------- | ------------ | ------------------------------------------- |
| Müller 83'                                   |              | Drogba 88'                                  |
| Loạt sút luân lưu                            |              |                                             |
| Lahm · Gómez · Neuer · Olić · Schweinsteiger | 3–4          | Mata · David Luiz · Lampard · Cole · Drogba |

| Bayern Munich | Chelsea |

|                         |    |                         |    |     |
|                         |    |                         |    |     |
| GK                      | 1  | Manuel Neuer            |    |     |
| RB                      | 21 | Philipp Lahm (c)        |    |     |
| CB                      | 44 | Anatoliy Tymoshchuk     |    |     |
| CB                      | 17 | Jérôme Boateng          |    |     |
| LB                      | 26 | Diego Contento          |    |     |
| CM                      | 31 | Bastian Schweinsteiger0 | 2' |     |
| CM                      | 39 | Toni Kroos              |    |     |
| RW                      | 10 | Arjen Robben            |    |     |
| AM                      | 25 | Thomas Müller           |    | 87' |
| LW                      | 7  | Franck Ribéry           |    | 97' |
| CF                      | 33 | Mario Gómez             |    |     |
| Dự bị:                  |    |                         |    |     |
| GK                      | 22 | Hans-Jörg Butt          |    |     |
| DF                      | 5  | Daniel Van Buyten       |    | 87' |
| DF                      | 13 | Rafinha                 |    |     |
| MF                      | 14 | Takashi Usami           |    |     |
| MF                      | 23 | Danijel Pranjić         |    |     |
| FW                      | 9  | Nils Petersen           |    |     |
| FW                      | 11 | Ivica Olić              |    | 97' |
| Huấn luyện viên trưởng: |    |                         |    |     |
| Jupp Heynckes           |    |                         |    |     |

|                         |    |                   |      |     |
|                         |    |                   |      |     |
| GK                      | 1  | Petr Čech         |      |     |
| RB                      | 17 | José Bosingwa     |      |     |
| CB                      | 24 | Gary Cahill       |      |     |
| CB                      | 4  | David Luiz        | 86'  |     |
| LB                      | 3  | Ashley Cole       | 81'  |     |
| DM                      | 12 | John Obi Mikel    |      |     |
| CM                      | 8  | Frank Lampard (c) |      |     |
| RW                      | 21 | Salomon Kalou     |      | 84' |
| AM                      | 10 | Juan Mata         |      |     |
| LW                      | 34 | Ryan Bertrand     |      | 73' |
| CF                      | 11 | Didier Drogba     | 93'  |     |
| Dự bị:                  |    |                   |      |     |
| GK                      | 22 | Ross Turnbull     |      |     |
| DF                      | 19 | Paulo Ferreira    |      |     |
| MF                      | 5  | Michael Essien    |      |     |
| MF                      | 6  | Oriol Romeu       |      |     |
| MF                      | 15 | Florent Malouda   |      | 73' |
| FW                      | 23 | Daniel Sturridge  |      |     |
| FW                      | 9  | Fernando Torres   | 120' | 84' |
| Huấn luyện viên trưởng: |    |                   |      |     |
| Roberto Di Matteo       |    |                   |      |     |

| Cầu thủ xuất sắc nhất trận đấu: Didier Drogba Trợ lý trọng tài: Bertino Miranda (Bồ Đào Nha) Ricardo Santos (Bồ Đào Nha) Trọng tài thứ tư: Carlos Velasco Carballo (Tây Ban Nha) Trọng tài thay thế: Manuel De Sousa (Bồ Đào Nha) Duarte Gomes (Bồ Đào Nha) | Luật: - 90 phút. - 30 phút cho 2 hiệp phụ. - Penalty nếu kết thúc bằng tỉ số hòa. - 7 cầu thủ trong danh sách dự bị. - 3 quyền thay người. |

## Thông số trận đấu
|                             | Bayern | Chelsea |
| --------------------------- | ------ | ------- |
| Bàn thắng                   | 0      | 0       |
| Dứt điểm                    | 13     | 2       |
| Dứt điểm trúng cầu môn      | 2      | 1       |
| Thủ môn bắt bóng thành công | 1      | 2       |
| Quyền kiểm soát bóng        | 60%    | 40%     |
| Phạt góc                    | 8      | 0       |
| Phạm lỗi                    | 4      | 9       |
| Việt vị                     | 0      | 1       |
| Thẻ vàng                    | 1      | 0       |
| Thẻ đỏ                      | 0      | 0       |

|                             | Bayern | Chelsea |
| --------------------------- | ------ | ------- |
| Bàn thắng                   | 1      | 1       |
| Dứt điểm                    | 14     | 5       |
| Dứt điểm trúng cầu môn      | 4      | 2       |
| Thủ môn bắt bóng thành công | 1      | 3       |
| Quyền kiểm soát bóng        | 52%    | 48%     |
| Phạt góc                    | 9      | 1       |
| Phạm lỗi                    | 6      | 9       |
| Việt vị                     | 1      | 0       |
| Thẻ vàng                    | 0      | 2       |
| Thẻ đỏ                      | 0      | 0       |

|                             | Bayern | Chelsea |
| --------------------------- | ------ | ------- |
| Bàn thắng                   | 0      | 0       |
| Dứt điểm                    | 8      | 2       |
| Dứt điểm trúng cầu môn      | 1      | 0       |
| Thủ môn bắt bóng thành công | 0      | 1       |
| Quyền kiểm soát bóng        | 59%    | 41%     |
| Phạt góc                    | 3      | 0       |
| Phạm lỗi                    | 4      | 8       |
| Việt vị                     | 0      | 1       |
| Thẻ vàng                    | 0      | 2       |
| Thẻ đỏ                      | 0      | 0       |

|                             | Bayern | Chelsea |
| --------------------------- | ------ | ------- |
| Bàn thắng                   | 1      | 1       |
| Dứt điểm                    | 35     | 9       |
| Dứt điểm trúng cầu môn      | 7      | 3       |
| Thủ môn bắt bóng thành công | 2      | 6       |
| Quyền kiểm soát bóng        | 56%    | 44%     |
| Phạt góc                    | 20     | 1       |
| Phạm lỗi                    | 14     | 26      |
| Việt vị                     | 1      | 2       |
| Thẻ vàng                    | 1      | 4       |
| Thẻ đỏ                      | 0      | 0       |